# Motor de flujo de trabajo
Un motor de flujo de trabajo es un software de aplicación que gestiona y ejecuta los procesos informáticos modelados. Es un componente clave en la tecnología de flujo de trabajo y normalmente hace uso de un servidor de base de datos .
Un flujo de trabajo del motor interpreta eventos, tales como los documentos presentados a un servidor o fechas de vencimiento que expiran, y las pone en práctica de acuerdo con los procesos informáticos definidos. Las acciones pueden ser cualquier cosa de guardar el documento en un sistema de gestión documental para la emisión de un nuevo trabajo, enviando un correo electrónico a los usuarios o la escalada de los elementos de trabajo pendientes a la administración. Un motor de flujo de trabajo facilita el flujo de información, tareas y eventos. Motores de flujo de trabajo también pueden ser referidos como un flujo de trabajo de orquestación Engines.
Los motores de flujo de trabajo tienen tres funciones:
- Verificación de la situación actual: Comprobar qué tareas son válidas a realizar según el estado actual del proceso.
- Determinar la autoridad de los usuarios: Comprobar si se permite que el usuario actual ejecute ciertas tareas propias del estado actual del proceso.
- Ejecución de un script condición: Después de pasar los dos pasos anteriores, el motor de flujo de trabajo ejectua los pasos automatizados asociados a la tarea del usuario. Si la ejecución completa con éxito, devuelve el éxito, si No, informa del error para activar y hacer retroceder el cambio.

El motor de flujo de trabajo es la técnica básica para la aplicación de software de asignación de tareas, tales como BPM en el que Workflow Engine asigna tareas a los diferentes ejecutores con la comunicación de datos entre los participantes. Un motor de flujo de trabajo puede ejecutar cualquier secuencia arbitraria de pasos. Por ejemplo, un motor de flujo de trabajo puede ser utilizado para ejecutar una secuencia de pasos que componen un análisis de los datos de asistencia sanitaria.